# Чемпионат Азии по самбо 2014
Чемпионат Азии по самбо 2014 года прошёл в городе Ташкент (Узбекистан) 1—6 июня. В соревнования приняли участие более 400 спортсменов из 17 стран.

## Медалисты

### Мужчины
| Весовая категория | Золото                          | Серебро                         | Бронза                                                            |
| ----------------- | ------------------------------- | ------------------------------- | ----------------------------------------------------------------- |
| до 52 кг          | Болатбек Раимкулов · Казахстан  | Шавкат Жураев · Узбекистан      | Сухроб Мумнов · Таджикистан Исмаэл Махмуд · Ирак                  |
| до 57 кг          | Керим Аллануров · Туркменистан  | Тилек Уулу Муса · Кыргызстан    | Акмалиддин Каримов · Таджикистан Аманха Оскенбаев · Казахстан     |
| до 62 кг          | Хушкадам Хусравов · Таджикистан | Есет Куанов · Казахстан         | Давлатжон Хамроев · Узбекистан Маирамбек Казыбеков · Кыргызстан   |
| до 68 кг          | Амироссейн Хамедиан · Иран      | Мустафо Хасанов · Таджикистан   | Шербек Рузиев · Узбекистан Ниыазмурат Шахмурадов · Туркменистан   |
| до 74 кг          | Алкей Ассылбек · Казахстан      | Дивасытич Хабибов · Таджикистан | Йосеф Каримыян · Иран Самвел Айрапетян · Туркменистан             |
| до 82 кг          | Фарух Жумаев · Узбекистан       | Йержан Кабделов · Казахстан     | Азамхон Зайналобуддини · Таджикистан Омурбек Сыдыков · Кыргызстан |
| до 90 кг          | Сардор Шовриков · Узбекистан    | Амангали Жартыбайев · Казахстан | Курбонали Садридинов · Таджикистан Забихуллах Дуллах · Афганистан |
| до 100 кг         | Ширим Шарпов · Узбекистан       | Экрамуддин Ахамади · Афганистан | Нурали Ялкапов · Туркменистан Фуркатжон Мазриев · Таджикистан     |
| свыше 100 кг      | Элдор Гульямов · Узбекистан     | Мохаммади Масоуми · Иран        | Томойюки Ока · Япония Гаиса Калмуханов · Казахстан                |

### Женщины
| Весовая категория | Золото                                | Серебро                          | Бронза                                                            |
| ----------------- | ------------------------------------- | -------------------------------- | ----------------------------------------------------------------- |
| до 48 кг          | Нодира Гулова · Узбекистан            | Аижан Жыикбаева · Казахстан      | Мадина Бабакулиева · Туркменистан Озода Шарипова · Таджикистан    |
| до 52 кг          | Гульбадам Бабамуратова · Туркменистан | Гаухар Турмаханова · Казахстан   | Шахло Ылдашева · Узбекистан Насиба Алиматова · Таджикистан        |
| до 56 кг          | Нилыюфар Абилова · Казахстан          | Маликабону Мирзаева · Узбекистан | Фируза Ашурова · Таджикистан Хурма Абдыыева · Туркменистан        |
| до 60 кг          | Гульноза Зияева · Узбекистан          | Вашишта Шивахи · Индия           | Зухра Мамдраимова · Туркменистан Хилола Еркинова · Таджикистан    |
| до 64 кг          | Фарида Доссымбекова · Казахстан       | Шохитса Сафарова · Узбекистан    | Зарина Адилова · Таджикистан Виолетта Шумилова · Туркменистан     |
| до 68 кг          | Дилдаш Курышбаева · Казахстан         | Гулмира Исматова · Узбекистан    | Мухаббат Маматова · Таджикистан Гульнар Хайытбаева · Туркменистан |
| до 72 кг          | Калжан Таижанова · Казахстан          | Оыдиноы Ботирова · Узбекистан    | Диана кузу Каилбек · Кыргызстан Гуландон Корабоева · Таджикистан  |
| до 80 кг          | Алия Жилкибаева · Казахстан           | Мафтуна Есанова · Узбекистан     | Нурсултан Ашурова · Туркменистан Мадина Шамсиева · Таджикистан    |
| свыше 80 кг       | Обида Алладустова · Узбекистан        | Дилбар Султанова · Таджикистан   |                                                                   |

### Боевое самбо
| Весовая категория | Золото                             | Серебро                            | Бронза                                                            |
| ----------------- | ---------------------------------- | ---------------------------------- | ----------------------------------------------------------------- |
| до 52 кг          | Ассет Алдешов · Казахстан          | Рахматжон Ахмедов · Узбекистан     | Эрадж Рахимов · Таджикистан Эламан Каныбек уулу · Кыргызстан      |
| до 57 кг          | Толмас Туклиев · Узбекистан        | Бахтияр Абдурахманов · Кыргызстан  | Талгат Жумагалиев · Казахстан Хохалил Азизчаев · Таджикистан      |
| до 62 кг          | Орозбек Абтандил уулу · Кыргызстан | Керимберды Довлетов · Туркменистан | Бехрузи Хожазода · Таджикистан Рашид Кабилов · Казахстан          |
| до 68 кг          | Айбхон Камалов · Узбекистан        | Майрбек Абдыкадыров · Кыргызстан   | Абдулла Бабаев · Туркменистан Мехрад Байат · Иран                 |
| до 74 кг          | Табрез Парпишоев · Таджикистан     | Самвел Айрапетян · Туркменистан    | Айбек Булекбаев · Казахстан Фуркат Рузиев · Узбекистан            |
| до 82 кг          | Санжар Нематов · Узбекистан        | Алмазбек Акимбаев · Кыргызстан     | Бейбит Аширбеков · Казахстан Атажанов Мухамметнур · Туркменистан  |
| до 90 кг          | Умед Хасанбеков · Таджикистан      | Ильхом Ылдашев · Узбекистан        | Чарымырат Аннагурбанов · Туркменистан Рохман Йонесур · Афганистан |
| до 100 кг         | Жавланбек Мадаминов · Туркменистан | Рашит Аманкулов · Кыргызстан       | Саид Рустамханов · Казахстан Аброр Яхьяев · Узбекистан            |
| свыше 100 кг      | Максат Мусабаев · Кыргызстан       | Хамед Аббаси · Иран                | Бекжан Абенов · Казахстан Олим Худойкулов · Узбекистан            |